# Seglare
Seglare kan även vara en person som utövar segling.
Seglare (Apodidae) är en familj inom ordningen seglar- och kolibrifåglar som innehåller över 100 arter inom 18–19 släkten.

## Kännetecken
Seglarna kännetecknas av strömlinjeformade kroppar med långa spetsiga vingar och de är uthålliga flygare. Deras fötter är anpassade att klänga med och därför kan de inte sitta på marken vilket medför att de nästan bara ses flygande. De kan till och med både para sig och sova flygande. Födan består av insekter som de fångar på upp till en kilometers höjd. De bygger bon i håligheter i byggnader eller klippor. De har alla en färgskala som går i gråsvart till brunsvart till helt svart, ibland med inslag av vitt.
Seglare påminner till form och livsföring om svalor men de är inte släktingar. Den enda art som häckar i Sverige och norra Europa är tornseglaren. Merparten av arterna i denna familj har det svenska efterledet seglare, men släktena Hydrochous, Aerodramus  och Collocalia istället kallas salanganer.

## Släkten i familjen
Släktesindelning och artantal följer AviList:
- Släkte Streptoprocne – 5 arter
- Släkte Cypseloides – 8 arter
- Släkte Hirundapus – 4 arter, bl.a. taggstjärtseglare
- Släkte Mearnsia – 2 arter
- Släkte Rhaphidura – 2 arter
- Släkte Neafrapus – 2 arter
- Släkte Telacanthura – 2 arter
- Släkte Zoonavena – 3 arter
- Släkte Chaetura – 11 arter, bl.a. skorstenseglare
- Släkte Aeronautes – 3 arter
- Släkte Tachornis – 3 arter
- Släkte Panyptila – 2 arter
- Släkte Cypsiurus – 3 arter
- Släkte Tachymarptis – 2 arter, bl.a. alpseglare
- Släkte Schoutedenapus – flockseglare
- Släkte Apus – 16 arter, bl.a. tornseglare
- Släkte Collocalia – 11 arter salanganer
- Släkte Hydrochous – jättesalangan
- Släkte Aerodramus – 24 arter salanganer